# Hipermetamorfose

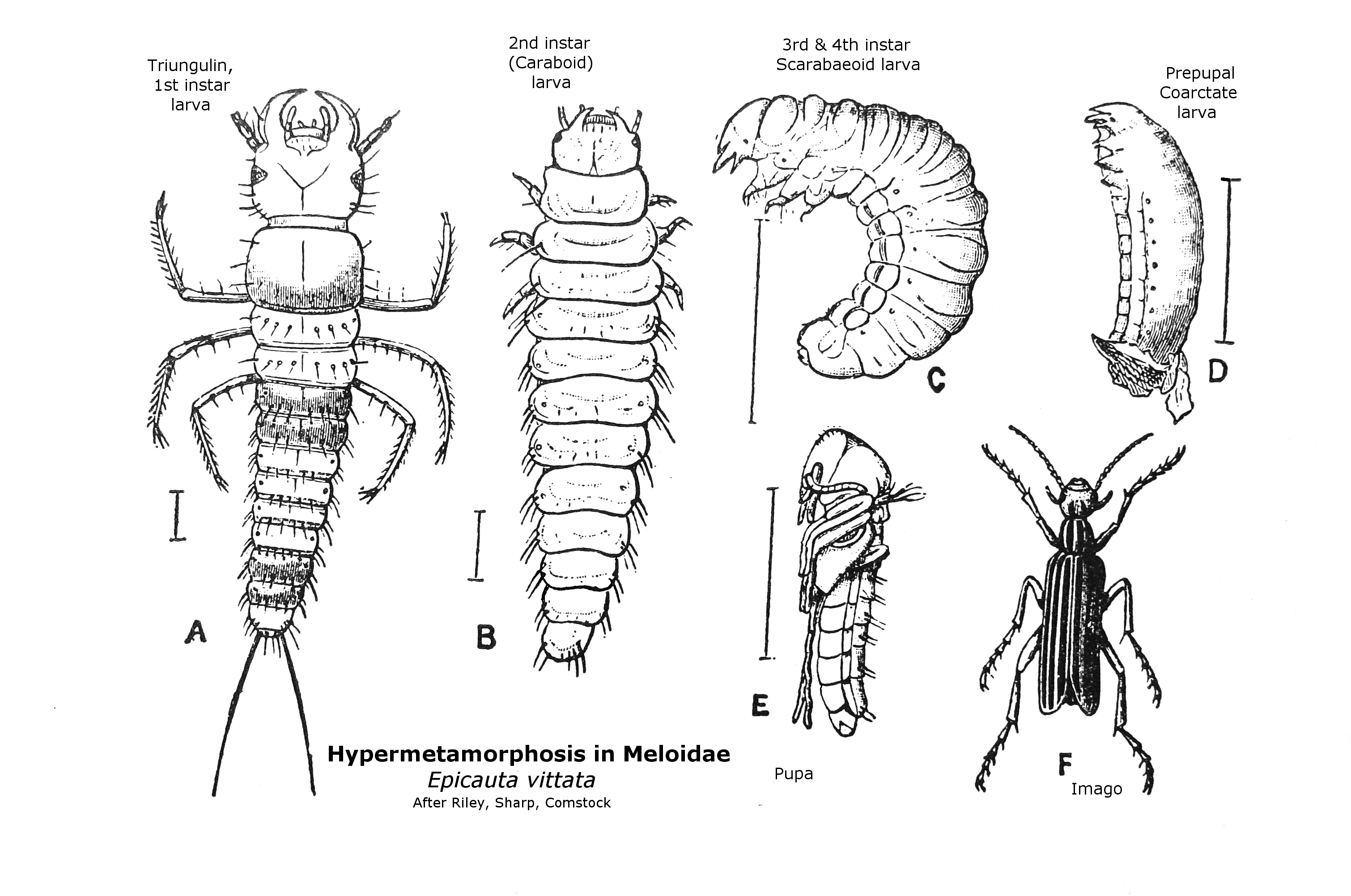
Ciclo de vida dos coleópteros da família Meloidae, bem representativo de um padrão holometabólico com hipermetamorfose: os ínstares larvares são funcional e morfologicamente muito distintos.

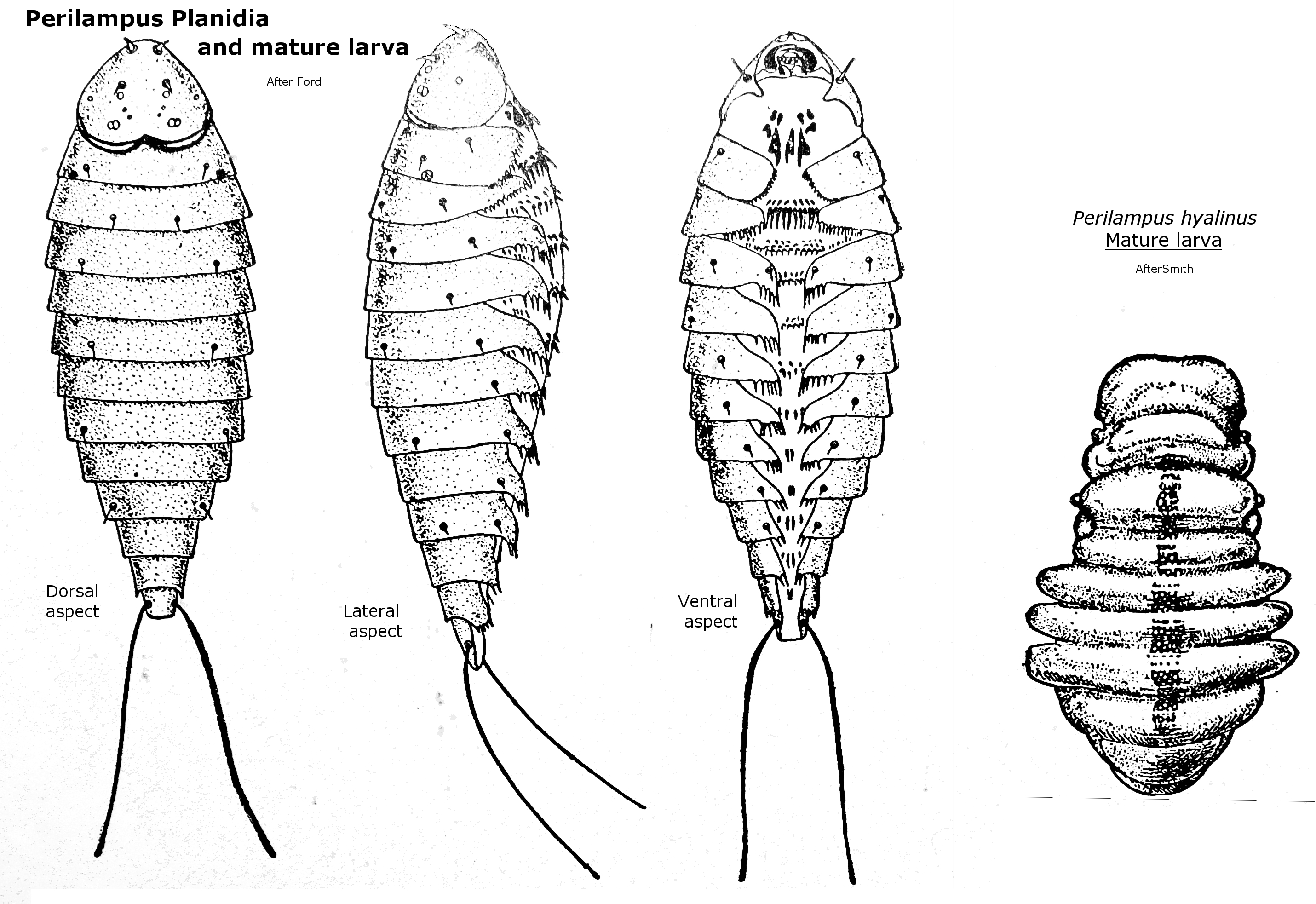
Planídios típicos de algumas espécies de vespas parasitoides (neste caso do género Perilampus).

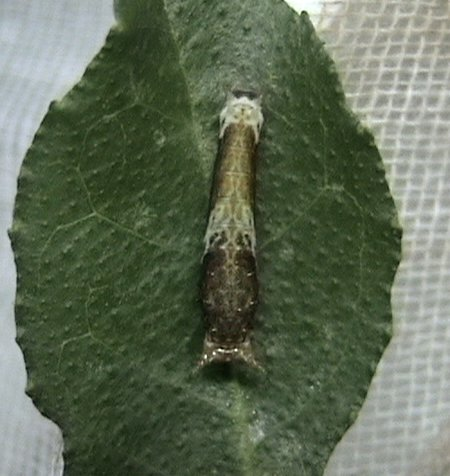
Ínstar precoce de Papilio polytes, camuflado, como é comum nos Papilionidae, pela semelhança com fezes de pássaro.

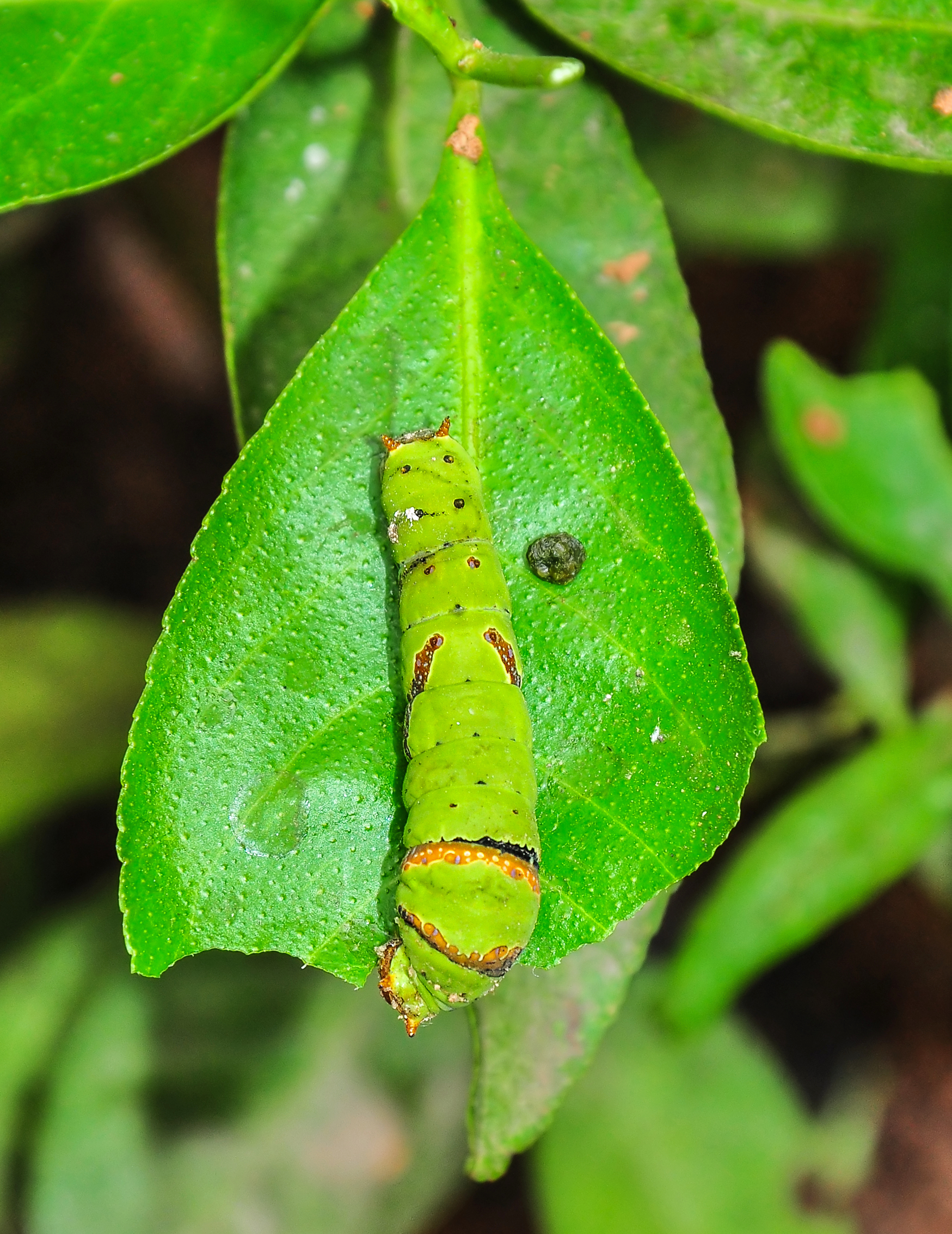
Um ínstar avançado de Papilio polytes, demasiado grande para parecer um dejecto de pássaro. Estas diferenças simples entre ínstares não são consideradas como indicador de hipermetarmorfose.

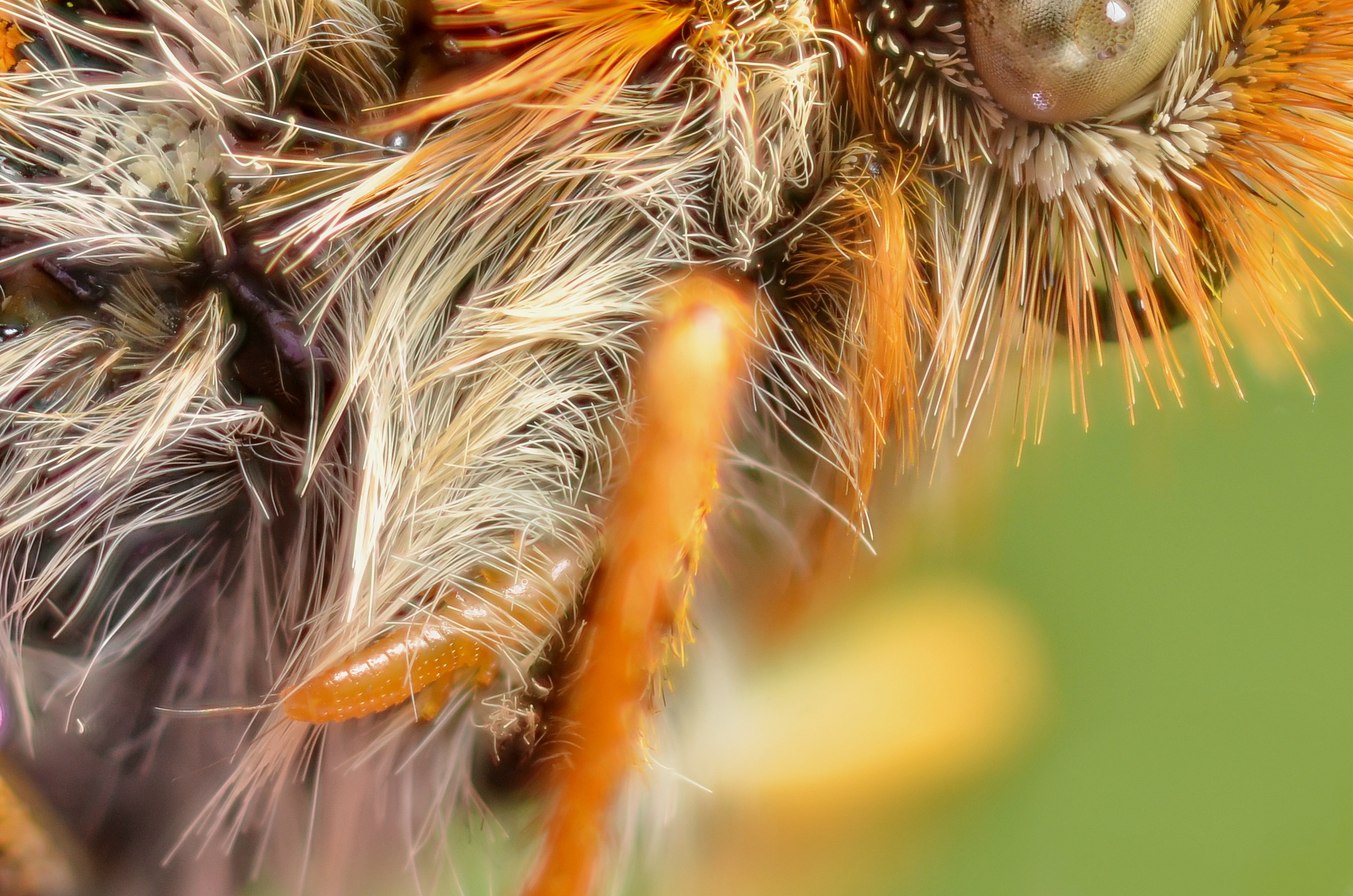
Larvas do tipo triungulino entre os pelos de uma borboleta. Aparenta ser um caso de forésia e não de parasitismo.

Hipermetamorfose é designação dada em entomologia às variantes do ciclo de vida dos insectos com metamorfose do tipo holometabolismo, isto é, metamorfose completa, em que alguns dos instares larvais apresentam função e morfologia distintas.

## Descrição
O termo hipermetamorfose é usado em entomologia para designar o conjunto de variantes do holometabolismo em que exista pelo menos um ínstar larvar que é morfológica e funcionalmente diferente dos outros.
Nos casos típicos de insectos com ciclos de vida holometabólicos, como nas moscas, borboletas ou vespas, todos os ínstares larvares são morfológica e funcionalmente similares, diferindo apenas no tamanho, que vai aumentando à medida que o insecto se aproxima da fase pupal. Por outro lado, nos insectos que exibem hipermetamorfose, pelo menos um ínstar, geralmente o primeiro, difere em forma e função dos restantes.